# Alt-Dettenheim

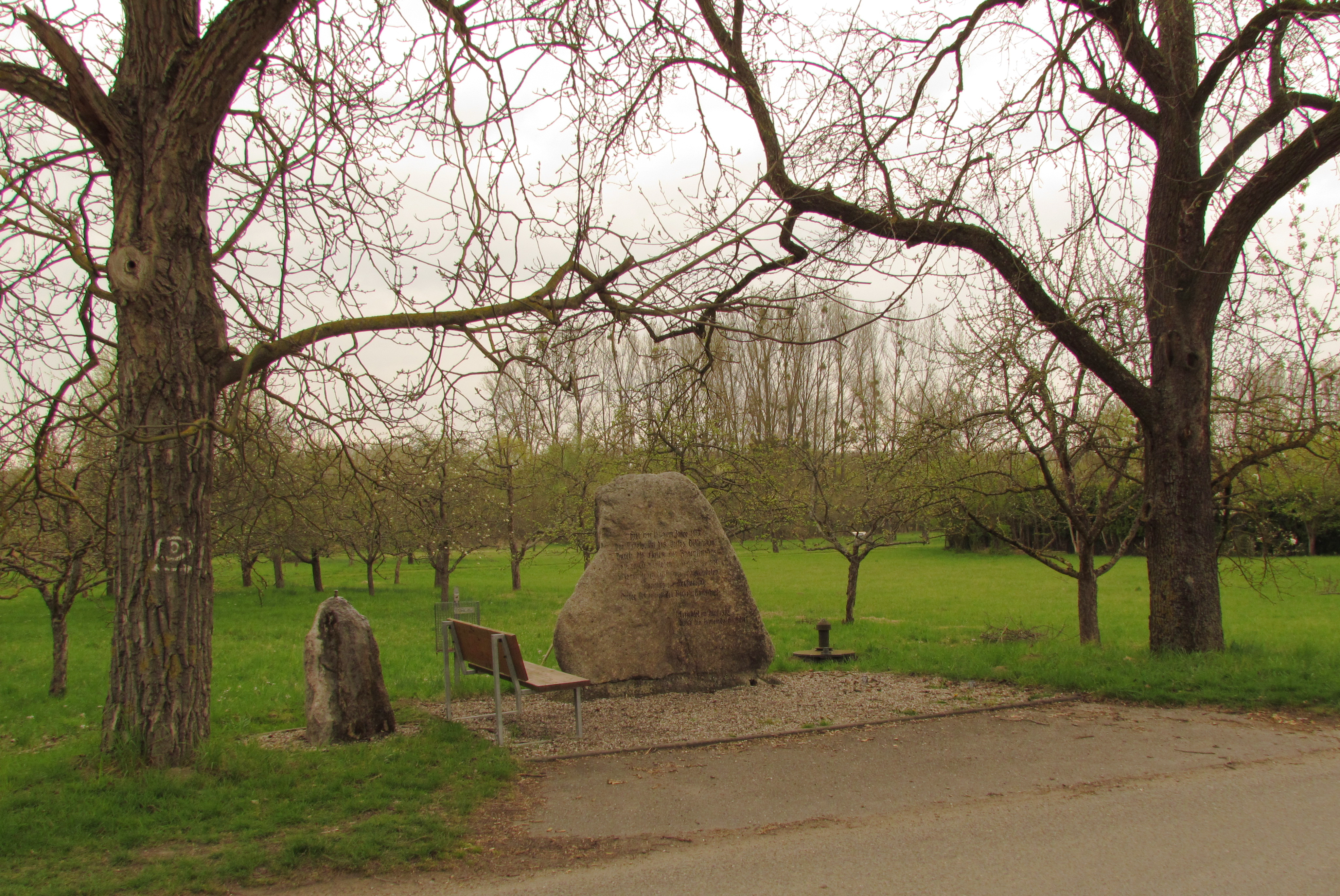
Gedenkstein in der ehemaligen Ortsmitte von Alt-Dettenheim (2012)

Alt-Dettenheim ist die heutige Bezeichnung für die Ortschaft Dettenheim, die 1813 wegen ihrer Nähe zum Lauf des Rheins aufgegeben wurde. Die Bewohner wurden nach Karlsdorf umgesiedelt. Alt-Dettenheim liegt im baden-württembergischen Landkreis Karlsruhe im Gebiet der heutigen Gemeinde Dettenheim, die 1975 im Zuge der Gebietsreform aus dem Zusammenschluss der Gemeinden Liedolsheim und Rußheim entstand und 1978 den Namen der untergegangenen Ortschaft übernahm.

## Ortschaft und Rheinlauf

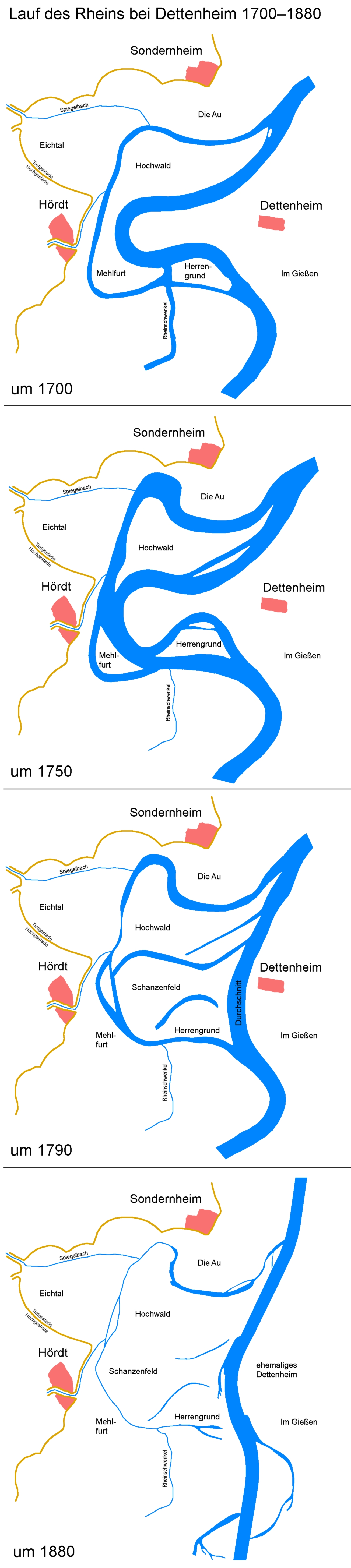
Lauf des Rheins bei Dettenheim zwischen 1700 und 1880

Dettenheim wurde erstmals 788 im Lorscher Codex erwähnt. Um 1100 kam das Kloster Hördt, ein Stift der Augustiner-Chorherren, durch Schenkung in den Besitz von Rechten in Dettenheim. Nach der Reformation wurde das Kloster säkularisiert, Dettenheim ging in den Besitz der Kurpfalz über.
Die Gemarkung Dettenheims gehörte ausschließlich zur Rheinniederung. Auf der im Vergleich zu benachbarten Orten kleinen Gemarkung dominierten Wälder; der Anteil an Äckern und Wiesen war gering. Dettenheim wird zu den wenigen Fischerdörfern der Region gezählt. 1577 hatte die Ortschaft circa 235 Einwohner; 1744 war ihre Zahl auf 338 gestiegen.
In den ersten Jahren des Dreißigjährigen Krieges wurde Dettenheim, wie andere Orte der Gegend, niedergebrannt. Während der Kriege des 17. Jahrhunderts flüchtete sich die Bevölkerung teilweise in Barackensiedlungen auf abgelegenen und schwer zugänglichen Rheininseln. Die Existenz einer solchen Siedlung auf der damals linksrheinischen Insel Hochwald ist noch für den Anfang des 18. Jahrhunderts belegt. 1705 wurde in dem fast vollständig katholischen Ort eine Sankt Jakob-Kirche neugebaut.
In den 1730er Jahren brach der Rhein aus seinem bisherigen Lauf in den Altarm bei Hördt ein. Der neue Flusslauf gefährdete die kurpfälzischen Orte Hördt und das weiter nördlich gelegene Sondernheim. Beide Orte forderten ab 1739 einen Durchschnitt westlich der Ortslage von Dettenheim. Dabei wurde auch auf die guten Fischgründe der beim Durchschnitt neu entstehenden Altarme verwiesen. Zudem sollte der Durchschnitt verhindern, dass der Rhein bei einem Hochwasser die Flussschlinge durchbricht und das neue Flussbett durch Dettenheim verläuft. Dettenheim lehnte den Durchschnitt wegen der Zerschneidung der Gemarkung und der Gefährdung des Ortes durch Druckwasser des nahen Rheins ab, konnte sich jedoch nicht gegen Hördt und Sondernheim durchsetzen. Zwischen 1756 und 1763 wurde ein Leitgraben angelegt, den der Rhein in den folgenden Jahren zum vollen Flussbett erweiterte.
Nach dem Durchschnitt der Flussschlinge lagen 80 % der Dettenheimer Gemarkung links des Rheins. Dazu zählte auch das Schanzenfeld, das vor Mitte des 17. Jahrhunderts im Zuge der Erweiterung der landwirtschaftlichen Nutzfläche gerodet worden war. Das Schanzenfeld wurde Ende des Jahrhunderts erweitert; nach der Abdämmung des Hördter Altrheins 1791 war es das einzige hochwassersichere Feld von Dettenheim. 1801 kamen die linksrheinischen Teile der Gemarkung im Friede von Lunéville an Frankreich. 1803 wurden die Flächen von Frankreich beschlagnahmt; zudem war die Rheinfischerei wegen französischer Ansprüche nur noch eingeschränkt möglich. Zugleich wurde Dettenheim bei mehreren großen Hochwassern Ende des 18. und Anfang des 19. Jahrhunderts vollständig überflutet.

## Ortsverlegung
1754 hatte Dettenheim erstmals um die Verlegung des Ortes nachgesucht. Nach schweren Zerstörungen durch ein Hochwasser wurde 1778 die Verlegung an den linksrheinischen Spiegelbach diskutiert. Untersuchungen ergaben, dass der Durchschnitt Ursache der Überflutungen war. Ein kurpfälzischer Bericht von 1790 befürwortete die Verlegung an den Spiegelbach; in einer Befragung stimmten 85 Dettenheimer für und 22 gegen eine Verlegung. Die Verlegung scheiterte an weitergehenden Forderungen der Dettenheimer.
Nach dem Reichsdeputationshauptschluss gehörte Dettenheim ab 1803 zu Baden. Im März 1807 baten die Bürger erneut um eine Verlegung des Ortes. Eine Kommission, zu der auch Johann Gottfried Tulla gehörte, sprach sich 1812 für eine Verlegung des Ortes aus, da das Rheinufer bei Dettenheim nur mit hohem Aufwand befestigt werden könne. Die anfängliche Planung der Rheinbegradigung sah eine Korrektionslinie vor, die die Verlegung Dettenheims erforderte.
Im August 1812 stimmte Großherzog Karl Ludwig Friedrich von Baden der Verlegung des Ortes in die Domäne Altenbürg zu. Das 15 Kilometer östlich von Dettenheim bei Bruchsal gelegene Altenbürg war von Dettenheim vorgeschlagen worden; bis 1803 hatte die Domäne als Mustergut und Pferdezucht der Speyrer Bischöfe gedient. Altenbürg wurde im April 1813 auf Wunsch der Bewohner und zu Ehren des Großherzogs in Karlsdorf umbenannt; in der Gegenwart gehört es zur Gemeinde Karlsdorf-Neuthard.
Zwischen Frühjahr und Oktober 1813 siedelten die circa 489 Einwohner Dettenheims nach Altenbürg bei Bruchsal um. Zahlreiche der 68 Wohnhäuser in Fachwerkbauweise sowie weitere Nebengebäude wie Scheunen wurden zerlegt, mit Fuhrwerken von Dettenheim nach Karlsdorf transportiert und dort wieder aufgebaut. Für die Transporte wurden Bewohner benachbarter Orte zu Frondiensten herangezogen. Der überwiegende Teil der Dettenheimer Grundstücke wurde verkauft. Viele Käufer stammten aus dem benachbarten Liedolsheim, dem 1815 der rechtsrheinische Teil der Dettenheimer Gemarkung zugeteilt wurde.
Abriss, Transport und Neuaufbau der Häuser waren durch die Bewohner Dettenheims zu finanzieren. Dabei konnten Darlehen aus der sogenannten Ortsversetzungskasse in Anspruch genommen werden, die mit 5 % zu verzinsen waren. Zahlreiche Umsiedler konnten die Darlehen nicht zurückzahlen, so dass mehrfach, zuletzt im Januar 1825, Schulden nachgelassen wurden. Die linksrheinischen Teile der Dettenheimer Gemarkung gehörten seit dem Wiener Kongress 1815 zum Königreich Bayern. Als Entschädigung für diese Gebiete erhielt die Gemeinde im November 1824 die Domäne Altenbürg als Gemarkung.

## Nachnutzung

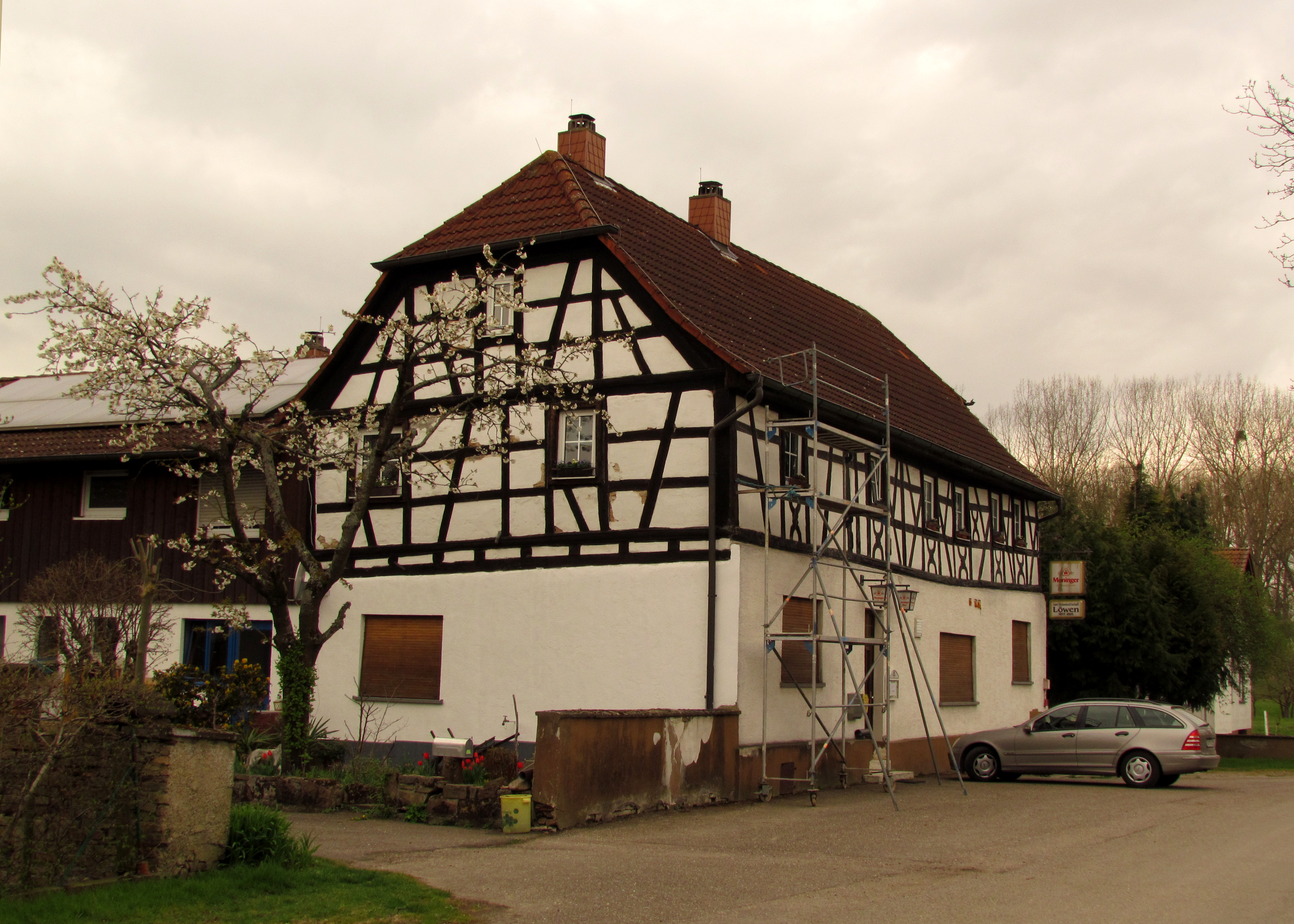
Gasthaus „Löwen“ in Alt-Dettenheim (2012)

Nach der Umsiedlung der Dettenheimer siedelten sich bis zu neun Familien aus Graben an. Sie hatten mehrere Wohnhäuser und landwirtschaftliche Grundstücke, darunter die Dettenheimer Allmende, gekauft. Der Siedlungsversuch scheiterte wegen weiterer Überschwemmungen nach wenigen Jahren: 1818 waren fast alle Familien nach Graben zurückgekehrt, dabei wurden frühere Dettenheimer Häuser nach Graben verlagert. Einzig der Wirt des 1711 erstmals erwähnten Gasthauses „Löwen“ blieb in Dettenheim; es ist das einzige Gebäude des früheren Dettenheim, das vor Ort erhalten ist. Später entstanden einige neue Gebäude in Dettenheim, darunter im 19. Jahrhundert mehrere Ziegeleien. Diese setzten den 1689 erstmals erwähnten Abbau von Auenlehm bis ins 20. Jahrhundert fort; noch 1938 produzierte eine Ziegelei jährlich zwei Millionen Backsteine. Nach Angaben der Gemeinde Dettenheim leben in der Gegenwart in sieben Gebäuden Alt-Dettenheims 26 Einwohner.
Der Lehmabbau hinterließ sogenannte Lettenlöcher, vom Grundwasser gefüllte Tümpel, die sich zu Biotopen entwickelt haben und unter anderem Lebensraum des Moorfroschs und der Zierlichen Moosjungfer, einer seltenen Libellenart, sind. Die staatliche Naturschutzverwaltung Baden-Württembergs nennt das Landschaftsbild der Dettenheimer Rheinniederung ausgesprochen abwechslungsreich, verweist auf die Artenvielfalt der Weichholz- und Hartholzauen und zählt die dortigen Stromtalwiesen zu den besonders gut erhaltenen Beispielen. Der östlich der einstigen Ortschaft gelegene Königsee, der aus einem Altrheinarm entstand, steht seit 1942 unter Naturschutz; die gesamte Dettenheimer Rheinniederung gehört zu den Natura 2000-Gebieten.
Die Gemeinde Karlsdorf blieb Alt-Dettenheim verbunden und errichtete 1938 an der früheren Dorfmitte Dettenheims einen Gedenkstein. Das Heimatmuseum Karlsdorf dokumentiert in seiner Ausstellung die Geschichte Dettenheims. In den 1980er Jahren waren in Karlsdorf noch zwei Fachwerkhäuser vorhanden, die ursprünglich in Dettenheim standen. Eines davon wurde 1999 von der Gemeinde erworben; nach einer Renovierung soll es eine Zweigstelle des Heimatmuseums aufnehmen.